# Eugen Kalau vom Hofe

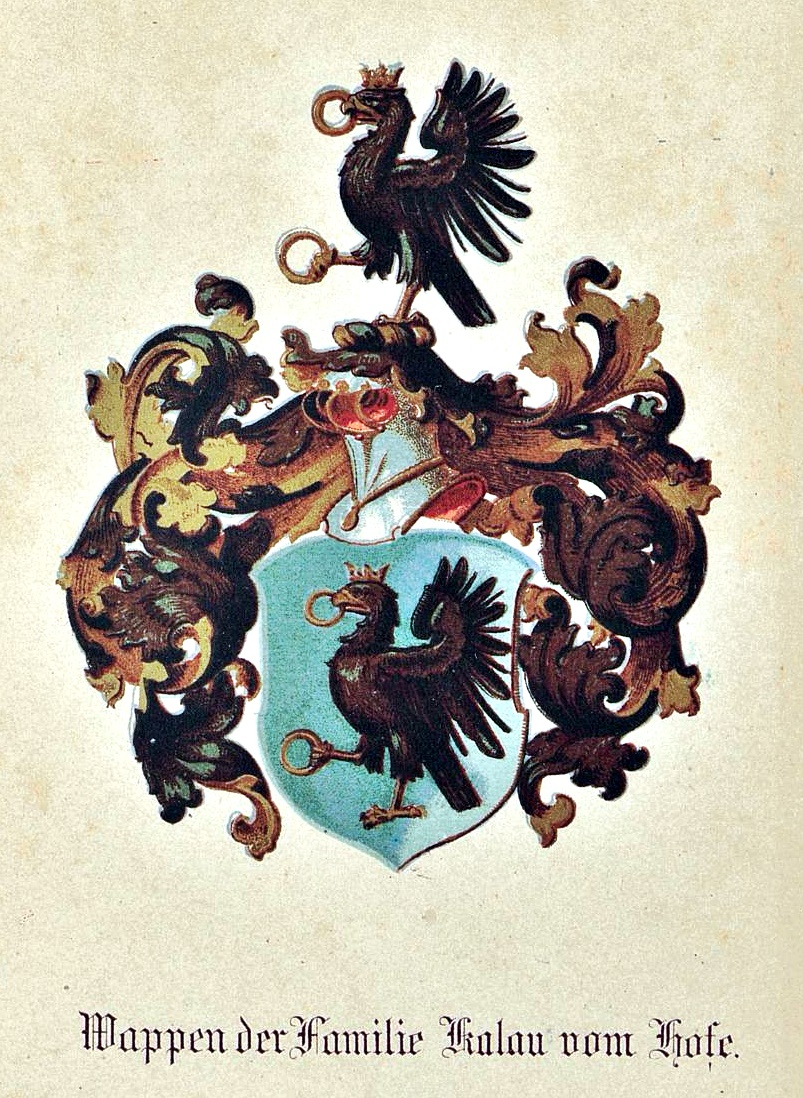
Familienwappen

Eugen Fabian Alexander Kalau vom Hofe (* 1. Juni 1856 in Berlin; † 11. Oktober 1935 in Mannheim) war ein deutscher Konteradmiral der Kaiserlichen Marine und Marineattaché.

## Leben

### Herkunft und Familie
Die Familie entstammte dem ursprünglich aus der Lausitz kommenden, später brandenburgisch-preußischen Adelsgeschlecht Kalau vom Hofe. Eugen war der Sohn des aus Lengwethen in Ostpreußen stammenden Postdirektors Friedrich Kalau vom Hofe (1820–1875) und dessen Ehefrau Sophie, geborene Gartz (* 1838). Kalau vom Hofe heiratete am 26. September 1896 in Baden-Baden Marcella Krahnstöver (* 1873), die Tochter des Wilhelm Krahnstöver und der Bertha Sommier. Das Ehepaar hatte drei Töchter und den Sohn Heinrich (1903–1988), der von 1934 bis 1969 Inhaber der Steingutfabrik Grünstadt war.

### Militärkarriere
Kalau vom Hofe wurde am 19. Juli 1856 in der Elisabethkirche zu Berlin getauft. Er besuchte die Schule in Dirschau und trat am 8. April 1873 als Kadett in die Kaiserliche Marine ein. Nach seiner Grundausbildung absolvierte er die Marineschule Kiel. Im Jahre 1877 wurde er Unterleutnant und 1881 zum Leutnant befördert. Zwischendurch wechselten sich verschiedene Bordkommandos als Wachoffizier und Kompanieoffizier ab. Ab dem 7. Oktober 1888 absolvierte er den I. Coetus an der Marineakademie und wurde Mitte Dezember 1888 zum Kapitänleutnant befördert. Nach einer mehrmonatiger Verwendung als Erster Offizier auf dem Aviso Blitz folgte vom 22. September 1889 bis zum 22. April 1890 der II. Coetus.
Im Anschluss daran war Kalau vom Hofe als Flaggleutnant beim Stab des Übungsgeschwaders tätig, bevor er vom 1. Oktober bis zum 31. Dezember 1891 zur Dienstleistung zum Reichsmarineamt kommandiert wurde.
Am 1. Januar 1892 wurde er zum Marineattaché für die Nordischen Reiche (Russland, Dänemark und Schweden) mit Dienstsitz in Sankt Petersburg ernannt. In dieser Eigenschaft oblag ihm die Pflege der marinepolitischen Beziehungen des Deutschen Reiches mit diesen Ländern. Das war verbunden mit der Kontakthaltung zu den führenden Repräsentanten der Seestreitkräfte, die Teilnahme an Manövern, Flottenparaden oder Schiffsstaufen. Vor allem aber war eine regelmäßige Berichterstattung zu bestimmten maritimen oder militärischen Höhepunkten sowie Ereignissen von den Attachés erwartet. Diese wurden zu diesem Zeitpunkt im Admiralstab der Kaiserlichen Marine in Berlin ausgewertet, bevor sie in ausgewählter Form dem Kaiser Wilhelm II. unterbreitet wurden. Sein direkter Vorgesetzter war der deutsche Botschafter Bernhard von Werder (1823–1907). Militärattaché war seit 1887 Karl von Villaume (1840–1900). Am 8. April 1895 wurde Kalau vom Hofe zum Korvettenkapitän befördert. Im gleichen Jahr wechselte auch der Botschafter, neuer Geschäftsträger war nun Hugo Fürst von Radolin (1841–1917). Während dieser Amtszeit wurde Kalau vom Hofe 1896 zeitweilig auch als Kommandant des Panzerschiffes Siegfried verwendet und nahm am jährlichen Herbstmanöver der Kaiserlichen Marine teil. Im gleichen Jahr kam es zu einer ungerechtfertigten Benachteiligung seiner Person durch russische Behörden, für die der Botschafter Radolin als Ursache die außerordentlichen Befähigungen Kalaus vom Hofe ansah. Am 20. September 1898 erfolgte seine obligatorische Ablösung durch Korvettenkapitän Malte von Schimmelmann (1859–1916), der bereits ab 21. März 1898 in Sankt Petersburg zur Übergabe der Geschäfte weilte.
Nach der Rückkehr Kalaus vom Hofe nach Deutschland war er für ein Jahr Kommandant des Panzerschiffs Friethjof. Danach erfolgte mit der Ernennung zum Vorstand der Zentralabteilung seine Versetzung in das Reichsmarineamt. Dieser Abteilung war seit 1898 das Nachrichtenbüro als Büro (N) untergeordnet. Leiter des Nachrichtenbüros war seit der Gründung 1898 August von Heeringen (1855–1927). Das Nachrichtenbüro war für die Beschaffung, Auswertung und Weitergabe von Informationen, die Marine betreffend, verantwortlich. Hier flossen die Berichte der Marineattachés, die Nachrichten der zur Berichterstattung verpflichteten Kommandeure der Überseeschiffe und der regionalen Nachrichtenstellen an den seeseitigen Grenzübergängen und den Auslandshäfen zusammen. Darüber hinaus wurde ein Presselesedienst unterhalten, der in regelmäßigen Abständen etwa 60 Zeitungen und Zeitschriften nach Informationen mit Bedeutsamkeit für die Marine auszuwerten hatte. Diese, nach bestimmten Kriterien bearbeiteten Nachrichten, wurden dann an Zeitungsredaktionen, Presseagenturen oder Journalisten zur Veröffentlichung weitergeben. Am 9. April 1900 wurde Kalau vom Hofe zum Fregattenkapitän befördert und am 21. März 1901 zum Kommandanten der Panzerkorvette Baden. Nachdem er am 28. Mai 1901 zum Kapitän zur See aufgestiegen war, erhielt Kalau vom Hofe ab dem 30. September 1901 für ein Jahr das Kommando über das Linienschiff Brandenburg. Es folgten zwei Jahre als Kommandeur der I. Matrosen-Division und ab 1904 als Chef des Stabes der Marinestation der Nordsee. Vom 1. Oktober 1906 bis zum 6. September 1907 war Kalau vom Hofe mit der Wahrnehmung der Geschäfte des II. Admirals der Aufklärungsschiffe beauftragt. Unter Beförderung zum Konteradmiral erfolgte anschließend seine Ernennung zum II. Admiral der Aufklärungsschiffe. Kurzzeitig stand er vom 23. September bis zum 13. Oktober 1908 zur Verfügung des Chefs der Marinestation der Ostsee, um anschließend zum Inspekteur der I. Marineinspektion ernannt zu werden. Am 12. Juli 1909 wurde er auf sein Gesuch hin mit der gesetzlichen Pension zur Disposition gestellt. Im gleichen Jahr erhielt er den Sankt-Stanislaus-Orden I. Klasse.
Während des Ersten Weltkriegs war Kalau vom Hofe ab 1915 hauptsächlich als Marineschriftsteller im Auftrag des Nachrichtenbüros im Reichsmarineamt und später des Kriegspresseamtes tätig. Er publizierte mehrere Bücher mit dem Ziel der Marinepropaganda im Sinne der Flottenpolitik des Staatssekretärs im Reichsmarineamt Alfred von Tirpitz (1849–1930). Dazu gehörten die Publikationen Unsere Flotte im Weltkriege 1914/15: dem deutschen Volk geschuldet, Unsere ersten Kämpfe zur See, Kampf und Untergang des Kreuzergeschwaders und Weitere. Der Gipfelpunkt war das 1919 herausgegebene und den völkerrechtswidrigen Krieg gegen Handelsschiffe anderer Länder verherrlichende Buch Der Handelskrieg der Unterseeboote.
Kalau vom Hofe verstarb am 11. Oktober 1935 in Mannheim. Beigesetzt wurde er auf dem Hauptfriedhof in Baden-Baden.

## Schriften
- Unsere ersten Kämpfe zur See. Verlag der Kameradschaften, Berlin 1915.
- Kampf und Untergang des Kreuzergeschwaders. Verlag der Kameradschaften, Berlin 1915.
- Unsere Flotte im Weltkriege 1914/15. Dem deutschen Volke geschildert. Mittler Verlag, Berlin 1915.
- Kriegszug des Kreuzers Emden und seiner Helden weitere Fahrt. Verlag der Kameradschaften, Berlin 1916.
- Die kämpfenden Flotten im Weltkriege: Verzeichnis sämtlicher Kriegsschiffe der kriegsführenden Staaten mit Angaben der verletzten feindlichen Schiffe: nach dem Stande von Ende Juli 1916. Elsner Verlag, Berlin 1916 (Digitalisat).
- Die Seeschlacht vor dem Skagerrak am 31. Mai 1916. Verlag der Kameradschaften, Berlin 1917.
- Unsere Flotte im Weltkriege. Die Ereignisse zur See 1914/16. Mittler Verlag, Berlin 1917.
- Das Unterseeboot und der Krieg. Verlag der Kameradschaft Berlin 1918.
- Der Handelskrieg der Unterseeboote. Verlag der Kameradschaften, Berlin 1919.